# Ионатос, Анжелика
Анжелика Ионатос (греч. Αγγελική Ιονάτου, фр. Angélique Ionatos, 22 июня 1954 — 7 июля 2021) — греческая певица, гитаристка, композитор, родилась в Афинах в 1954 г. Пела на греческом, французском, испанском языках.

## Дискография
- 1972 : Résurrection (avec Photis Ionatos)
- 1975 : Angélique et Photis Ionatos (Большая премия Академии Шарля Кро)
- 1979 : I Palami sou
- 1981 : La forêt des hommes (To dassos ton anthropon)
- 1983 : O Hélios O Héliatoras
- 1984 : Marie des Brumes (Maria Nefeli)
- 1985 : Récital
- 1988 : Le Monogramme (Семь любовных песен Одисеаса Элитиса)
- 1989 : Archipel (Compilation)
- 1991 : Сапфо Митиленская (avec Nena Venetsanou)
- 1992 : O Erotas
- 1994 : Mia thalassa
- 1996 : Parole de juillet (Iouliou logos)
- 1997 : Chansons nomades (avec Henri Agnel)
- 2000 : D’un Bleu très noir
- 2003 : Angélique Ionatos canta Frida Khalo : Alas Pa volar (Des ailes pour voler)
- 2004 : Anthologie (Compilation)
- 2007 : Eros y muerte